# Из Сибири
«Из Сибири» — путевые очерки Антона Павловича Чехова, публиковавшиеся с июня по август 1890 года в петербургской ежедневной газете «Новое время». Они были написаны А. П. Чеховым по дороге на Сахалин по настоянию А. С. Суворина.

## История публикации
На просьбу А. С. Суворина регулярно присылать путевые очерки А. П. Чехов отвечал, что начнёт их писать не ранее Томска, так как "путь между Тюменью и Томском давно уже описан и эксплуатировался тысячу раз". В Тюмени  Чехов был 3 мая, однако там выяснилось, что навигация еще не началась и первый пароход в Томск пойдет лишь через две недели, 18 мая. Поэтому первональный план был изменён, и Чехов выехал в Томск на лошадях.

## Маршрут путешествия
21 апреля 1890 года Чехов сел в Москве на поезд до Ярославля. Далее путь в Сибирь шёл по рекам Волге и Каме до Перми. Там Чехов сел на поезд до Екатеринбурга. Из этого города он выехал 1 мая и 3 мая прибыл в Тюмень на поезде. 4 мая Чехов добрался до Ишима.
Период с 6 мая по 20 июня задокументирован в этом отчете о путешествии.
С 21 июня на пароходе Чехов спутился по Амуру. В устье этой реки, в городе Николаевске он был 5 июля. 10 июля Чехов высадился на Сахалине.

## Содержание
Когда в начале мая в европейской части России «заливаются соловьи, а на юге давно уже цветут акация и сирень», леса на пути из Тюмени в Томск стоят ещё голые, а озера покрыты матовым льдом. Возок Чехова обгоняет две повозки крестьян-переселенцев из Курской губернии, а затем этап из 30—40 заключенных, звенящих кандалами. Их охраняют несколько солдат с ружьями, сзади идут две подводы. И каторжники и солдаты — пешие, и выбились из сил, а им идти ещё вёрст десять.
Описание переправы через Ишим. Впечатления этой переправы отражены в рассказе «В ссылке», одном из трёх, связанных фабулой с сахалинскоим путешествием.

## Комментарии
1. ↑  В художественной прозе с сахалинским путешествием фабульно связаны лишь рассказы: "Гусев" (1890), "В ссылке" (1892) и "Убийство" (1895)"[4]

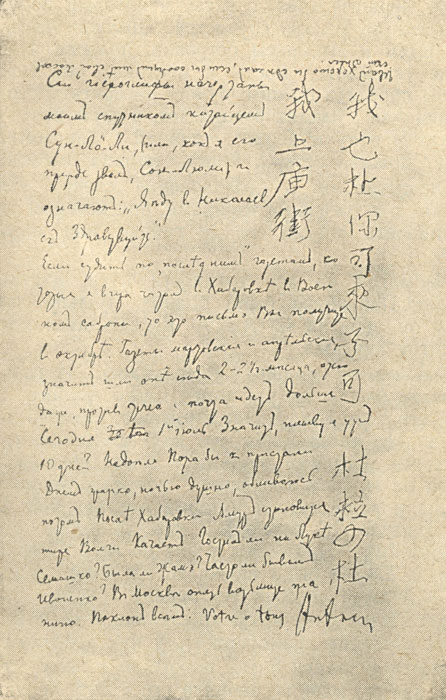
Письмо А. П. Чехова семье от 1 июля 1890 г. с надписью иероглифами попутчика китайца Сун Лоли "Я еду в Николаевск. Здравствуйте"